# Сухарев, Евгений Михайлович
Евгений Михайлович Сухарев (род. 30 октября 1933, Сыктывкар, Северный край) — российский конструктор и испытатель военной техники, учёный в области радио- и оптической локации, систем связи и защиты информации, а также в области создания систем специального назначения, лауреат Государственной премии СССР.

## Биография
Родился 30.10.1933 в Сыктывкаре.
Окончил школу № 12 Сыктывкара (1951, с золотой медалью) и Московский физико-технический институт (1957, факультет радиотехники и кибернетики, инженер-физик).
С 1955 г. работал в КБ-1 (ГСКБ «Алмаз−Антей») (с перерывом 1975-1976) в должностях от техника, инженера до заместителя главного инженера – ученого секретаря, начальника управления науки и образования, с 2007 советник генерального конструктора – ученый секретарь НТС.
В 1959—1965 годах участвовал в работах по созданию и проведению полигонных испытаний радиотехнических средств ЗРК C-200 («Ангара/Вега/Дубна»).
С 1966 года начальник лаборатории по применению лазеров и оптоэлектронных устройств в радиотехнических комплексах. Под его руководством впервые в СССР создан оптический локатор видимого диапазона, обеспечивающий изображение сопровождаемой цели, с аппаратурой измерения параметров атмосферы.
В 1975—1976 годах — директор НИИ радиооптики Минрадиопрома СССР.
С 1976 года — начальник лаборатории, комплексного отдела ЦКБ «Алмаз». Руководил испытаниями мощных твердотельных и молекулярных СО2-лазеров и систем наведения излучения лазера на цель.
С 1993 года занимался разработкой теоретических и практических основ цифровой сети персональной радиотелефонной связи с кодовым разделением каналов.
Кандидат (1970), доктор (1982) технических наук, профессор (1987). С 1969 года преподавал и вёл научную работу в МФТИ на базовых кафедрах.

## Характеристика трудов
Автор более 300 научных трудов. Получил 37 авторских свидетельств и патентов на изобретения. Соавтор книг:
- Модели технических разведок и угроз безопасности информации : [Монография / Акиншин Р. Н., Анищенко, А. В., Ашурбейли, И. Р. и др.] ; Ред. Е. М. Сухарев. — М. : Радиотехника, 2003 (ООО Полиграф Сервис XXI век). — 142 с. (Научная серия Защита информации; Кн. 3). ISBN 5-93108-057-0 (в пер.)

## Награды и почетные звания
Лауреат Государственной премии СССР (1986), премии Правительства РФ (2009). Заслуженный деятель науки и техники РФ (1993), почётный радист СССР и РФ, изобретатель СССР, почётный работник электронной промышленности СССР.
Награждён орденом Трудового Красного Знамени (1968), медалью «За трудовую доблесть», медалью ордена «За заслуги перед Отечеством» II степени.

## Публицистика
- Расплетин / Игорь Ашурбейли, Евгений Сухарев. — Москва : Молодая гвардия, 2015. — 382 с. — (Жизнь замечательных людей; вып. 1721 (1521)). ISBN 978-5-235-03772-4
- Материалы к биобиблиографии ученых. Технические науки. Энергетика / Российская акад. наук. — Москва : Наука, 2006. Вып. 5: Александр Андреевич Расплетин, 1908-1967 / сост. и авт. вступ. ст. И. Р. Ашурбейли, Е. М. Сухарев. — Москва : Наука, 2013. — 184 с. ISBN 978-5-02-035452-4